# 李化礼
李 化礼（イ・ファレ、朝鮮語: 이화례/李化禮、1899年10月23日 - 2020年5月17日）は、大韓民国のスーパーセンテナリアン。1907年3月21日生まれだとする説もある。1899年10月23日、大韓帝国全羅南道の海南郡に生まれた。媒体の取材において、李化礼の長寿の秘訣は少食であると娘が語っている。2019年1月29日には大韓老人会仁川連合会が李化礼のもとを訪問し肉などを贈呈した。2020年5月17日未明、仁荷大学校医科大学附属病院で満120歳（数え121歳、異説を採用すれば113歳）で死去した。